# PNOC
PNOC (англ. Prepronociceptin) – білок, який кодується однойменним геном, розташованим у людей на 8-й хромосомі. Довжина поліпептидного ланцюга білка становить 176 амінокислот, а молекулярна маса — 20 295.
| 10         |  | 20         |  | 30         |  | 40         |  | 50         |
| ---------- |  | ---------- |  | ---------- |  | ---------- |  | ---------- |
| MKVLLCDLLL |  | LSLFSSVFSS |  | CQRDCLTCQE |  | KLHPALDSFD |  | LEVCILECEE |
| KVFPSPLWTP |  | CTKVMARSSW |  | QLSPAAPEHV |  | AAALYQPRAS |  | EMQHLRRMPR |
| VRSLFQEQEE |  | PEPGMEEAGE |  | MEQKQLQKRF |  | GGFTGARKSA |  | RKLANQKRFS |
| EFMRQYLVLS |  | MQSSQRRRTL |  | HQNGNV     |  |            |  |            |

A: Аланін

C: Цистеїн

D: Аспарагінова кислота

E: Глутамінова кислота

F: Фенілаланін

G: Гліцин

H: Гістидин

I: Ізолейцин

K: Лізин

L: Лейцин

M: Метіонін

N: Аспарагін

P: Пролін

Q: Глутамін

R: Аргінін

S: Серин

T: Треонін

V: Валін

W: Триптофан

Задіяний у такому біологічному процесі, як альтернативний сплайсинг. 
Секретований назовні.